# Negoro-ji

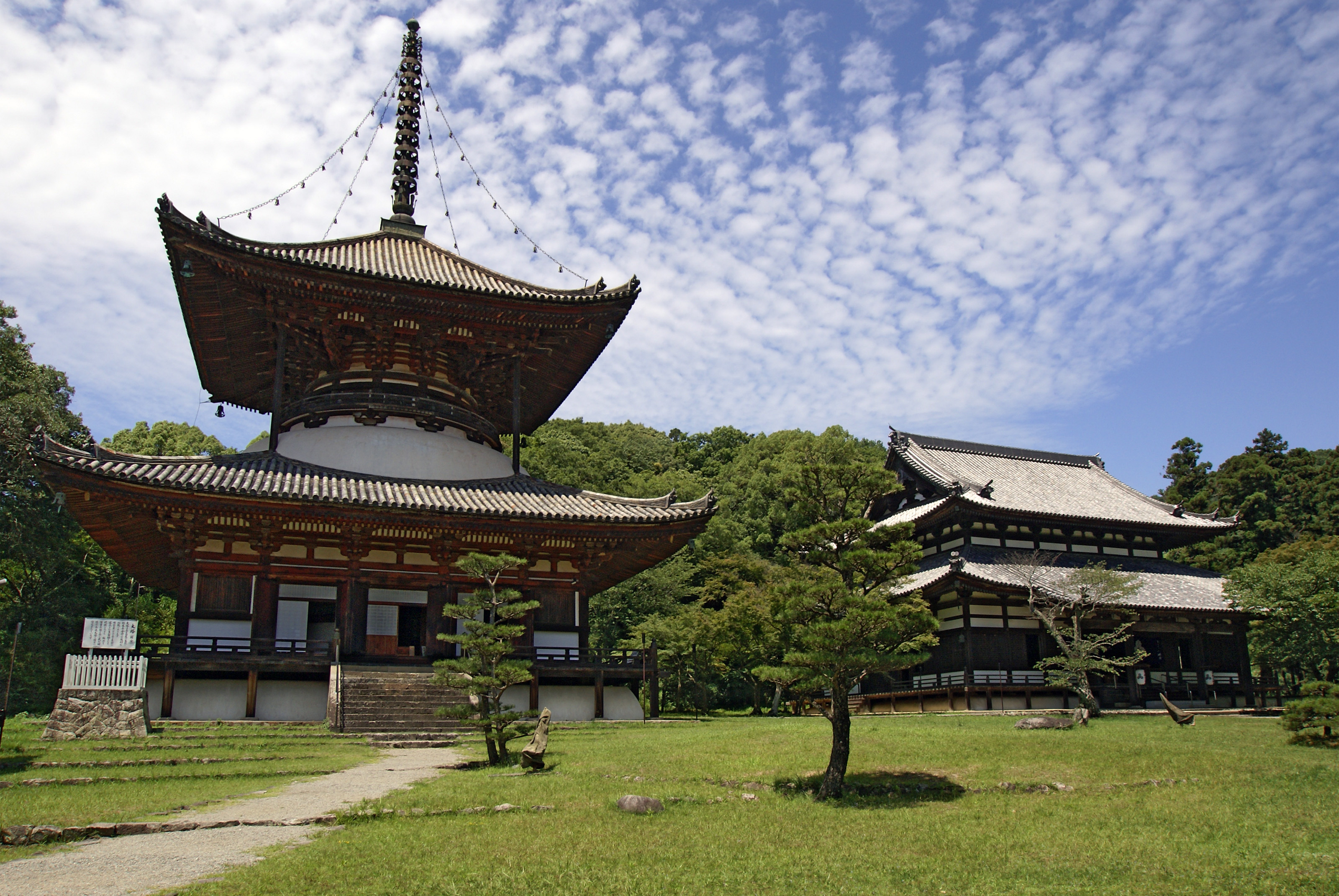
Negoro-ji.

Negoro-ji (根来寺) est un complexe de temples bouddhistes situé dans la chaîne des montagnes Katsuragi qui dominent l'horizon dans la partie nord de la ville d'Iwade, préfecture de Wakayama au Japon.

## Histoire
En 1087, En no Gyōja crée ce domaine comme centre pour la promotion du bouddhisme. Hōfuku-ji, comme il s'appelle à l'origine, est construit avec l'aide d'un dévot du voisinage connu sous le nom Hōfuku-Chōja.
En 1132, l'ancien empereur Toba fait don de ce temple ainsi que des manoirs proches au fameux moine Kakuban (1095-1143). Ce nouveau domaine est appelé Ichijō-zan Daidenpon Negoro-ji. Kōgyō-Daishi (autre nom de Katuban), largement reconnu comme le restaurateur de la secte bouddhique Shingon, s'installe ici avec ses élèves en provenance du mont Kōya.
Après s'être établi à Negoro-ji, Kōgyō-Daishi expose ses plans visionnaires et lance la construction d'Enmyō-ji et Jingū-ji sur le site du temple Negoro-ji. Même après sa mort en 1143, le complexe Negoro-ji reste influent et prospère comme séminaire de tête pour la secte Shingi du bouddhisme Shingon pendant encore deux cents ans environ. À l'époque de son rayonnement maximum à la fin de l'époque de Muromachi, quelque 2 700 temples se trouvent aux flancs des montagnes sur le vaste emplacement de Negoro-ji.
Mais en 1585, presque tous les bâtiments sauf la pagode principale et quelques autres structures mineures sont incendiés durant le siège du Negoro-ji par Toyotomi Hideyoshi qui craint la puissance militaire croissante de la prêtrise et des Negoro-gumi, moines guerriers du temple, habiles dans l'utilisation des armes à feu.
En 1623, Tokugawa Yorinobu, le chef de la branche Kii du clan féodal Tokugawa, engage la reconstruction de l'ensemble du site et après de nombreux travaux tout au long de l'époque d'Edo, Negoro-ji est complètement transformé.

## Galerie d'images

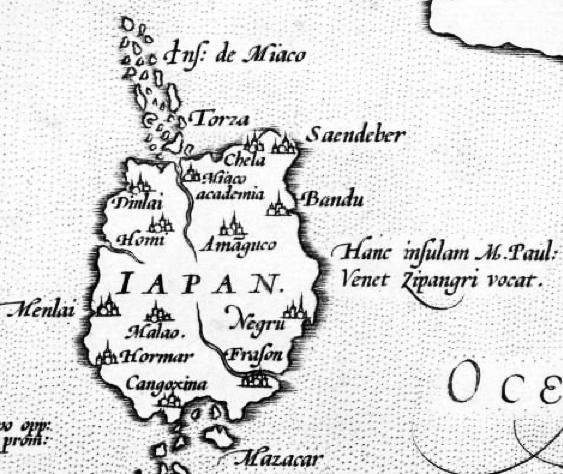
Negoro sur une ancienne carte occidentale du Japon (Abraham Ortelius, 1572).
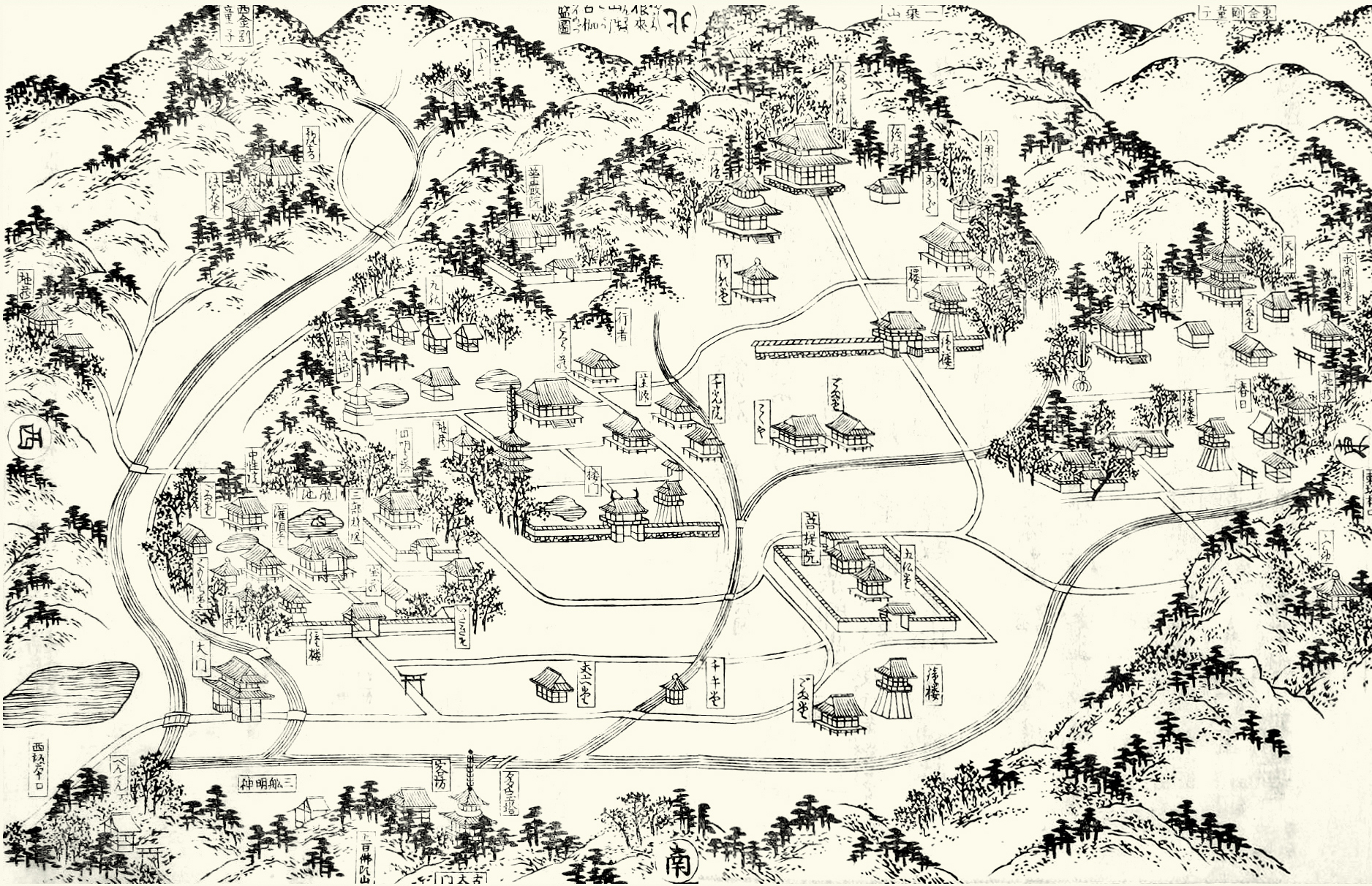
Negoro-ji au XIXe siècle (Kii no kuni meisho zue).
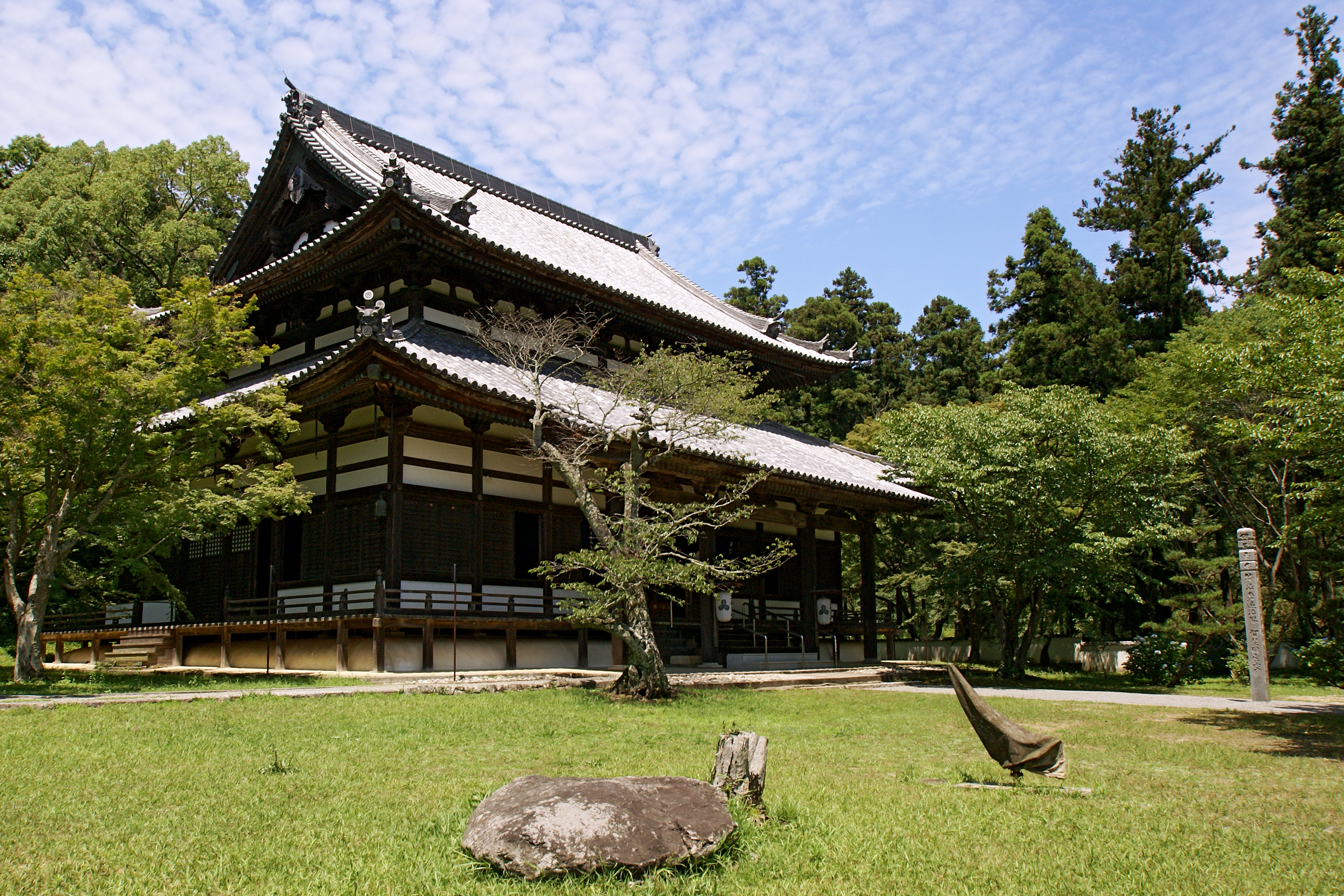
Dai-denpō-dō.
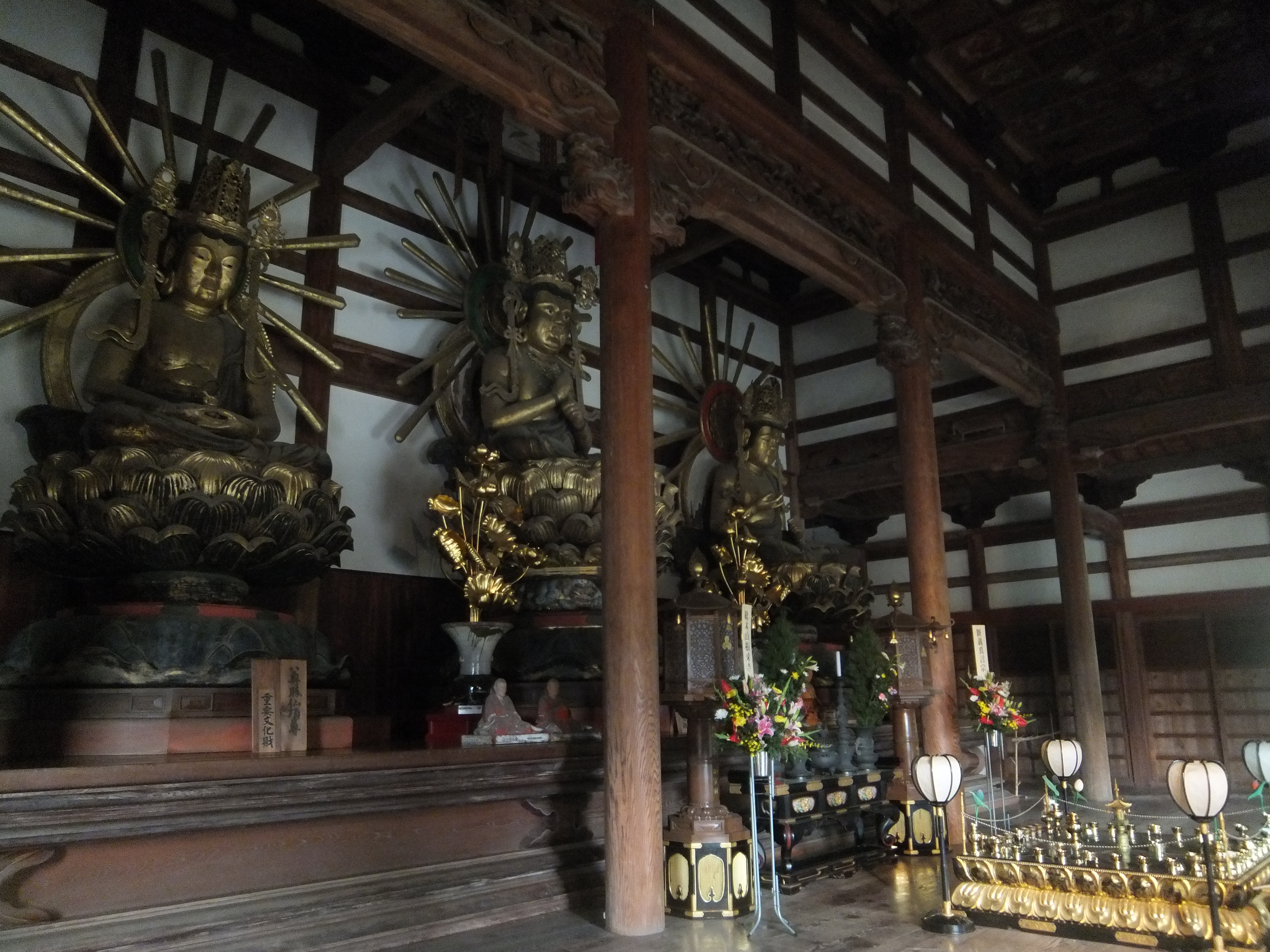
Statues de Kongō-Satta, Dainichi-nyorai (Vairocana) et Sonshō-butchō (Dai-denpō-dō).
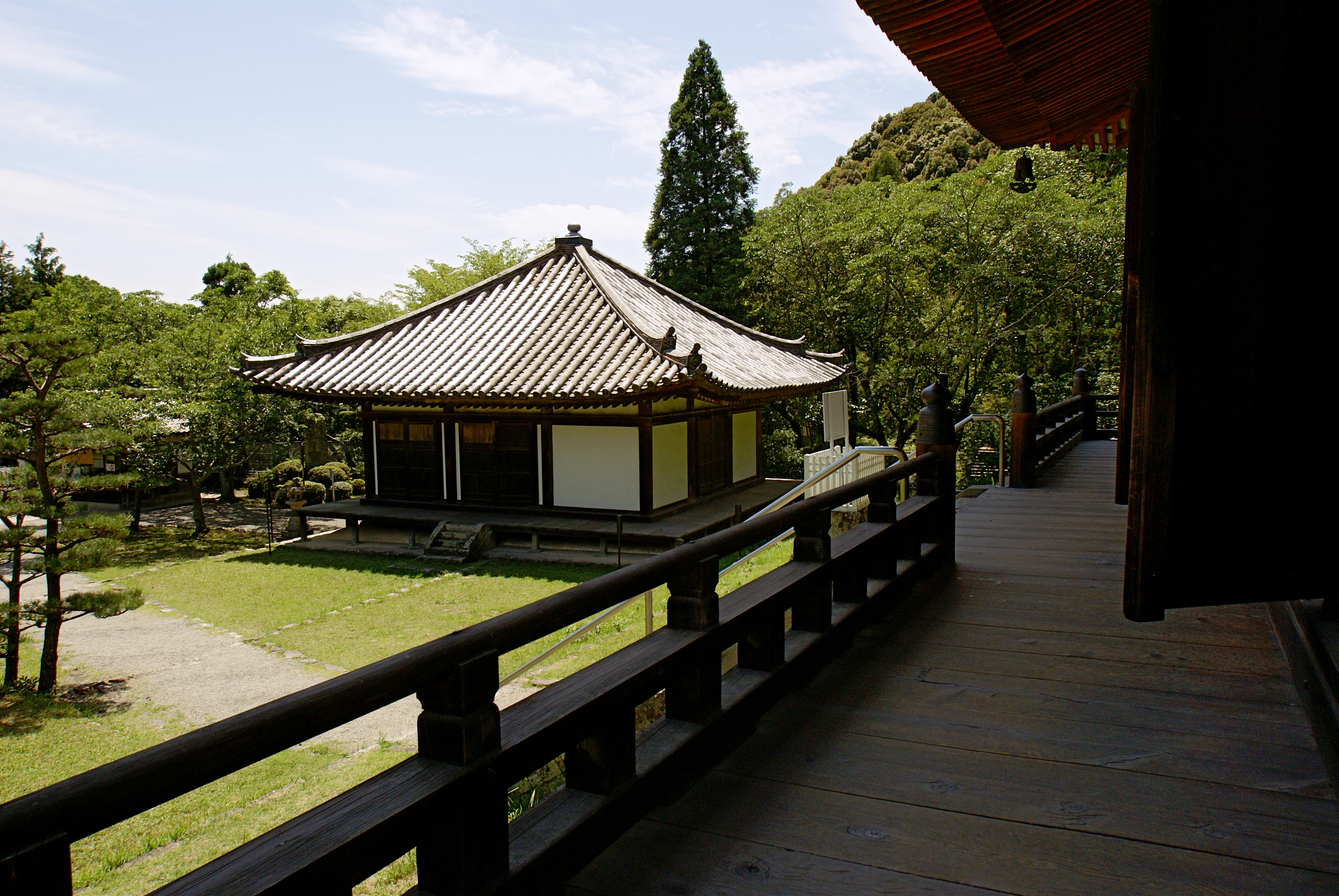
Daishi-dō.
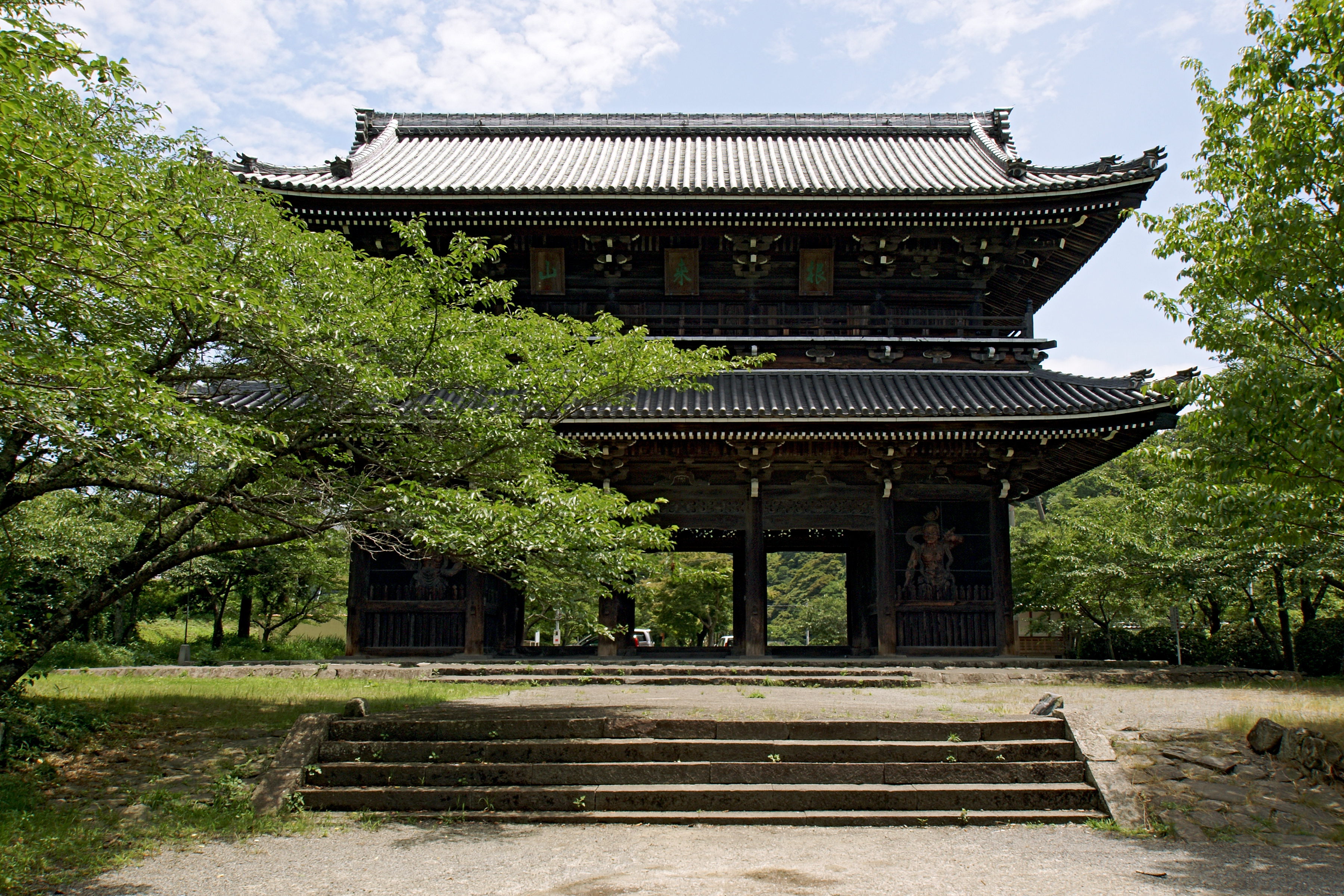
Daimon, porte principale, reconstruite en 1850.
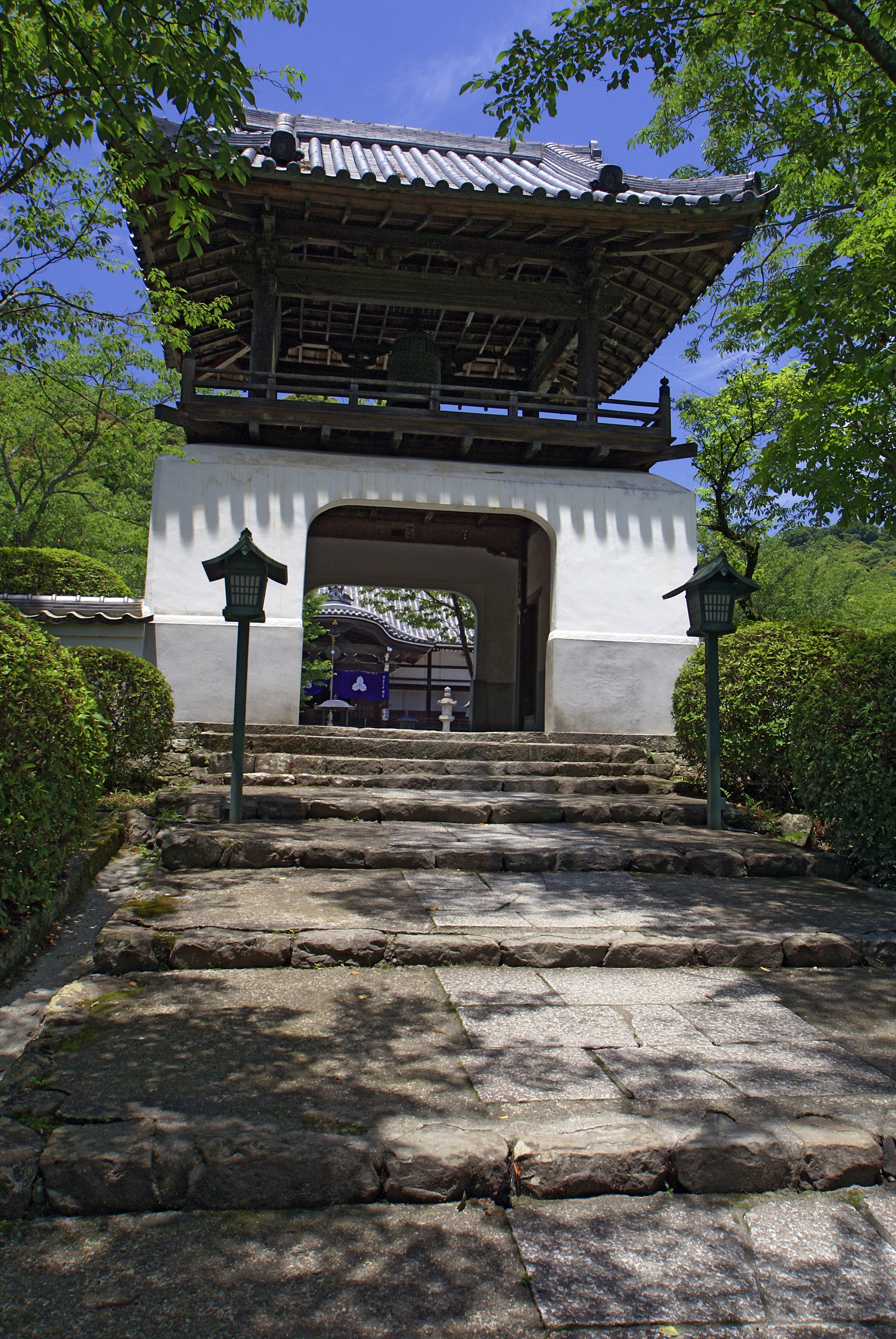
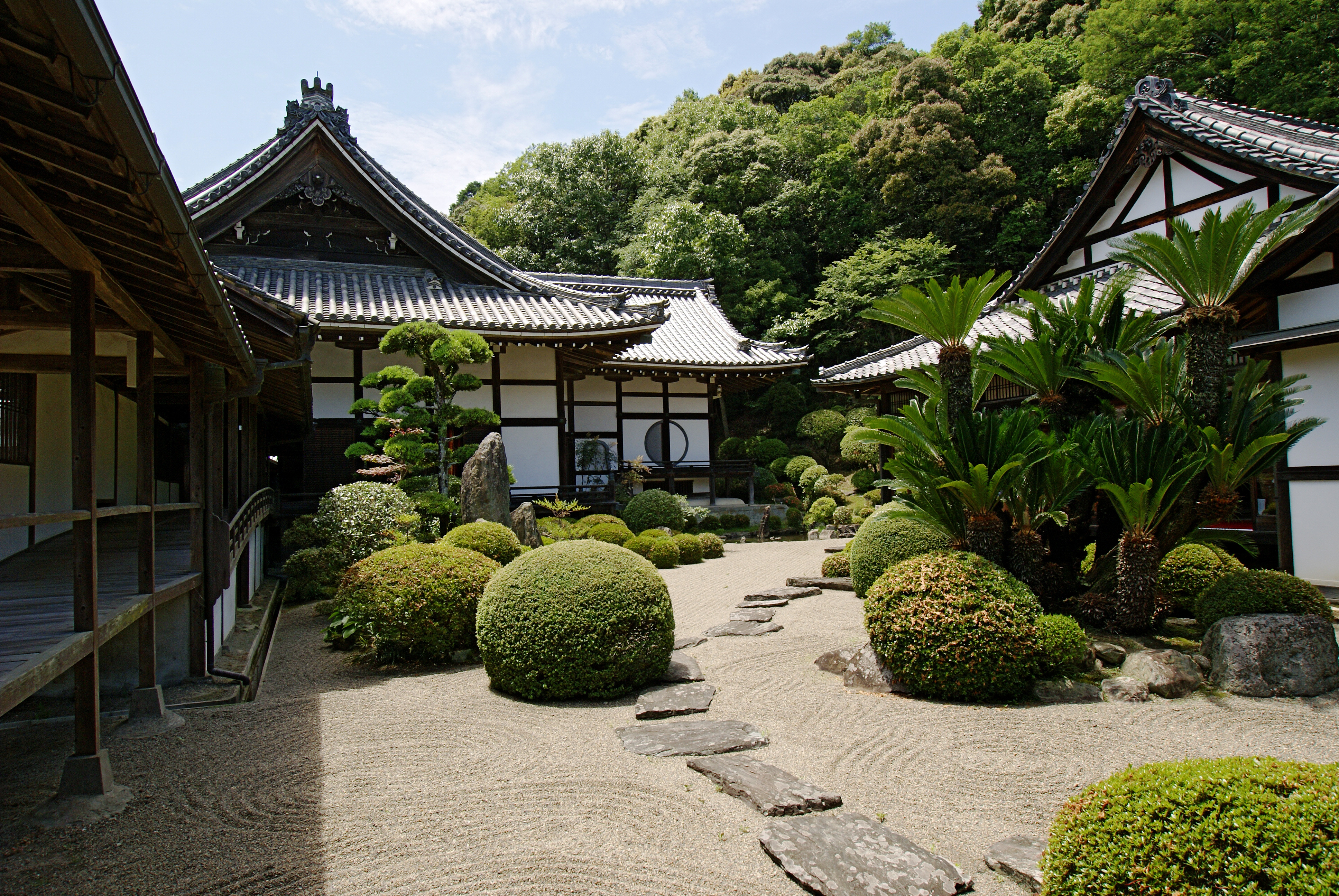
Cour intérieure.
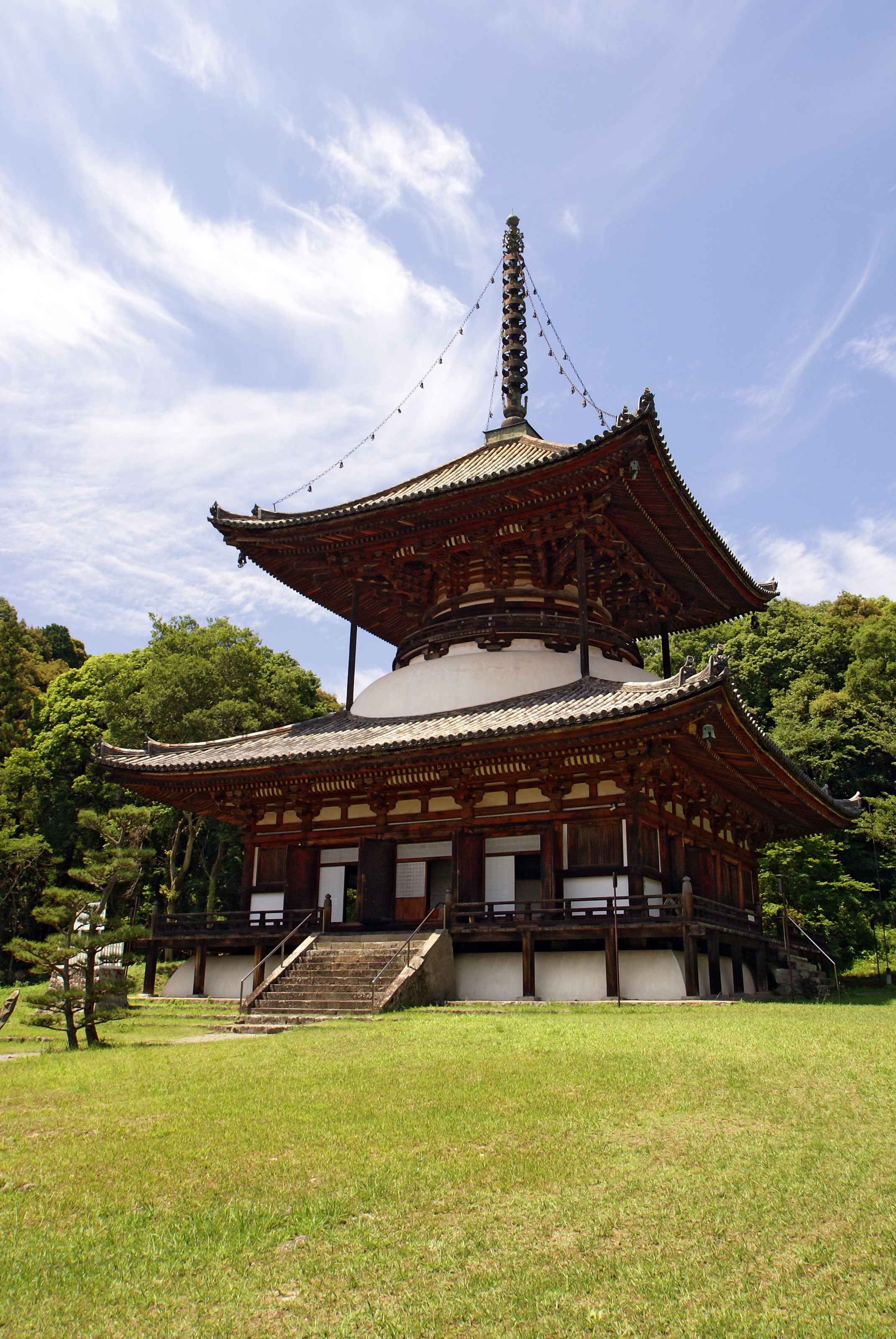
Pagode (1496, trésor national), hauteur de 40 m.
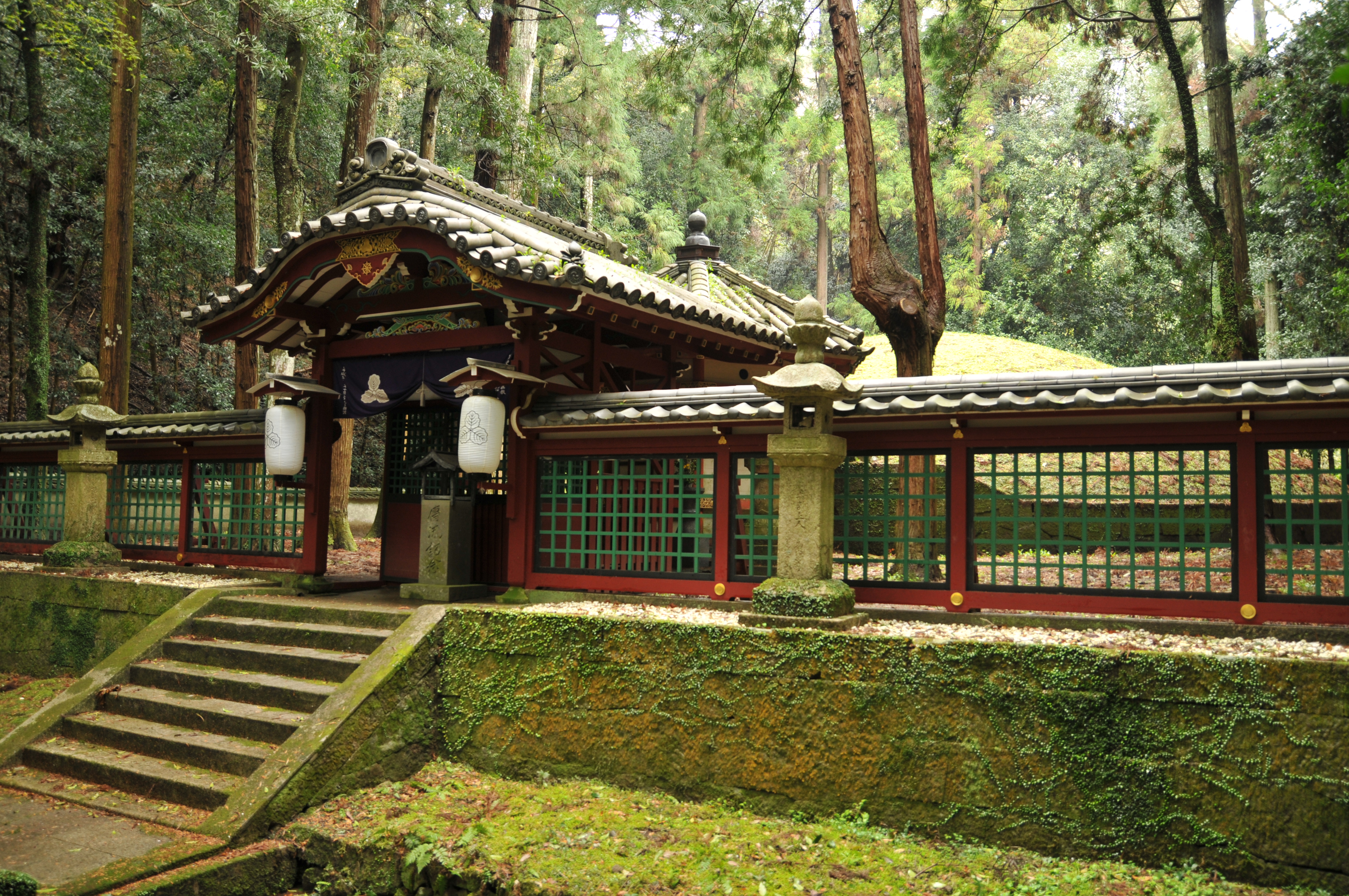
Mausolée de Kakuban.